# Seadrift (Teksas)
Seadrift je grad u američkoj saveznoj državi Teksas. Prema popisu stanovništva iz 2010. u njemu je živjelo 1.364 stanovnika.